# Anton Weiguny

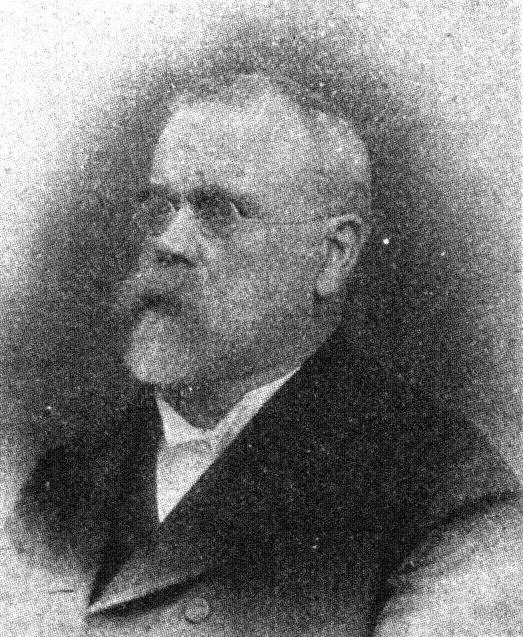
Anton Weiguny (vor 1908)

Anton Weiguny (* 29. März 1851 in Urfahr, Oberösterreich (heute Stadt Linz); † 14. Dezember 1914 in Linz) war ein österreichischer Politiker (SDAP), Schneider und Herausgeber. Er war Gemeinderat in Linz und Abgeordneter des Österreichischen Abgeordnetenhauses.

## Leben
Weiguny wurde als Sohn des Webers Paul Weiguny geboren. Er besuchte bis 1863 die Volksschule in Urfahr und begann noch im selben Jahr eine Lehre als Schneider in Linz. Er war danach als Schneidergehilfe tätig und arbeitete zwischen 1870 und 1871 in Traiskirchen. Im Jahr 1871 kehrte er nach Linz zurück. Er engagierte sich zunächst im Katholischen Gesellenverein und wurde 1874 Mitglied des Ausschusses des Arbeiterbildungsvereins Linz und wirkte ab 1875 als dessen Obmannstellvertreter. Von 1876 bis zur behördlichen Auflösung 1877 war er Obmann des Vereins. Weiguny gründete jedoch bereits 1879 den Nachfolgeverein Allgemeiner Arbeiterverein für Linz und Umgebung mit und wurde dessen Obmann. Der Verein löste sich dabei 1884 selbst auf und wurde 1888 neu gegründet. Des Weiteren war Weiguny 1873 Mitgründer sowie ab 1876 Obmann des Fachvereins der Kleidermachergehilfen für Linz und Umgebung, der ebenfalls 1877 behördlich aufgelöst wurde. Auf Grund seiner politischen Aktivitäten wurde er mehrfach von der Polizei inhaftiert.
Zwischen 1897 und 1914 wirkte Weiguny als Mitbegründer und Herausgeber der sozialdemokratischen Parteizeitung Wahrheit! (später Tagblatt), wobei er seit der Gründung auch Gesellschafter der Parteidruckerei Gutenberg war. Zudem baute er die Parteiorganisation in Oberösterreich auf. Er war politisch von 1905 bis 1914 als Gemeinderat aktiv und kandidierte bei der Reichsratswahl 1907 im Wahlbezirk Österreich ob der Enns 3 (Linz), wo er sich bereits im ersten Wahlgang mit 56,5 % durchsetzen konnte. Bei der Reichsratswahl 1911 konnte er sein Mandat mit 51,9 % ebenfalls im ersten Wahlgang verteidigen. Zudem trat er in den Wahlbezirken 10, 11, 12 und 14 bei einer oder beiden Wahlen als Zählkandidat an. Weiguny gehörte während der XI. und XII. Legislaturperiode ab dem 17. Juni 1907 bis zu seinem Tod dem Abgeordnetenhaus an. Er war Mitglied des Klubs der deutschen Sozialdemokraten und von 1897 bis 1914 Vorsitzender der oberösterreichischen Landesparteiorganisation.
Er war römisch-katholischen Glaubens und ab 1907 konfessionslos. Er erkrankte im September 1914 und verstarb schließlich drei Monate später in Linz. Er wurde auf dem Linzer Stadtfriedhof beerdigt.

## Familie
Weiguny heiratete 1875 in erster Ehe Rosina Hölzl und wurde Vater eines Sohnes und einer Tochter. Nach dem Tod seiner Frau im Jahr 1903 heiratete er 1907 Maria Hackl.